# 19. svibnja
19. svibnja (19. 5.) 139. je dan godine po gregorijanskom kalendaru (140. u prijestupnoj godini).
Do kraja godine ima još 226 dana.

## Događaji
- 1478. – Prestao postojati Markizat Oristano.
- 1643. – Francuzi su potukli Španjolce do nogu u bitci kod Rocroia u Tridesetogodišnjem ratu, pa otad Španjolska više nije kopnena velesila.
- 1951. – prvi tečaj za izviđačke vođe u Zagrebu, u Gradu mladih (bivši Pionirski grad) – Granešina, Dubrava
- 1960. – Sastav The Drifters u New Yorku snima pjesmu "Save The Last Dance For Me", koja će tijekom godine postati njihovom velikom uspješnicom.
- 1991. – U Hrvatskoj je održan referendum o neovisnosti (odvajanju od Jugoslavije) koji prošao s 94,17 %

| - 1762. – Johann Gottlieb Fichte, njemački filozof († 1814.) - 1821. – Vjekoslav Karas, hrvatski slikar († 1858.) - 1881. – Ivo Kerdić, hrvatski medaljer i kipar († 1953.) - 1900. – Anton Vovk, slovenski nadbiskup († 1963.) - 1905. – Mario Martinolić, hrvatski antifašist († 1943.) - 1931. – Ruben Radica, hrvatski skladatelj, glazbeni pedagog i akademik († 2021.) - 1948. – Grace Jones, američka filmska glumica i pjevačica - 1968. – Saša Anočić, hrvatski glumac i redatelj († 2021.) - 1972. – Željko Babić, rukometaš i trener - 1979. – Andrea Pirlo, talijanski nogometaš - 1994. – Alberto Munárriz, španjolski vaterpolist - 1995. – Petra Šabić, hrvatska slikarica - 1998. – Nikola Miljenić, hrvatski plivač | - 1218. – Oton IV., car Svetog Rimskog Carstva (* 1175./1176.) - 1859. – ban Josip Jelačić (* 1801.) - 1864. – Nathaniel Hawthorne, američki pisac (* 1804.) - 1893. – Đuro Pilar, hrvatski geolog (* 1846.) - 1895. – José Julian Marti, kubanski pjesnik (* 1853.) - 1928. – Max Scheler, njemački filozof (* 1874.) - 1950. – Pina Suriano, talijanska blaženica (* 1915.) - 1987. – James Tiptree, Jr., američka književnica (* 1918.) - 1994. – Jacqueline Kennedy Onassis, američka prva dama (* 1929.) - 2009. – Robert F. Furchgott, američki biokemičar (* 1916.) - 2014. –Jack Brabham, australski automobilist (* 1926.) |

## Blagdani i spomendani
- Međunarodni dan borbe protiv hepatitisa